# Топонимия Филиппин

Административное деление Филиппин

Топонимия Филиппин — совокупность географических названий, включающая наименования природных и культурных объектов на территории Филиппин. Структура и состав топонимии обусловлены географическим положением, лингвистической ситуацией в стране и её богатой историей.

## Название страны
Филиппины были названы в честь короля Испании Филиппа II (1527—1598). Испанский исследователь Руи Лопес де Вильялобос во время своей экспедиции в 1542 году назвал остров «Филиппины Лейте и Самар» (исп. Leyte and Samar Felipinas) в честь тогдашнего принца Астурийского. В дальнейшем название «Филиппинские острова» используется для названия всего архипелага. До этого их называли «Западными островами» (исп. Islas del Poniente) или названием, которое дал им Ф.Магеллан — «Сан-Ласаро».
Название архипелага меняли в течение истории несколько раз. Во время революции 1896—1898 годов конгресс провозгласил территорию «Республикой Филиппины» («República Filipina» или «Philippine Republic»). Со времени победы США в филиппино-американской войне (1899—1902) и до провозглашения независимости территорию называли «Филиппинские острова» («Philippine Islands»). Со времён Парижского договора 1898 года архипелаг называли «Филиппины» («Philippines»). Со времени окончания Второй мировой войны официальным названием страны является Республика Филиппины (англ. Republic of the Philippines, таг. Republika ng Pilipinas).

## Формирование и состав топонимии
Топонимия Филиппин содержит несколько топонимических пластов: аборигенный, в основном состоит из топонимов (тагальского и других языков, имеет тесные связи с индонезийской и микронезийской топонимией, однако степень его изученности ещё недостаточна, испаноязычный, сформировавшийся после завоевания архипелага испанцами, а также англоязычный, сформировавшийся после перехода страны под контроль США. Как отмечает В. А. Жучкевич, имеется ряд причин устойчивости испаноязычного пласта: длительность испанского господства, появление ойконимов вместе с появлением поселений, которых не было до прихода испанцев, относительно слабое национальное самосознание, поздняя национальная консолидация.
Географическое положение страны задаёт специфику её топонимии. Так, расположение страны на более чем 7 тысячах островов формирует обширную инсулонимию. Этимология названий крупнейших островов:
- Лусон (таг. и англ. Luzon, исп. Luzón) — «ступа для толчения риса»[3];
- Минданао (таг. Pulong Mindanaw, Минданау [4], или Mindanao; англ. Mindanao) — «озёрная страна»[3];
- Самар (вар. Samar) — первый остров Филиппин, замеченный экспедицией Магеллана в 1521 году. Остров был назван Сан-Ласаро (англ. San Lazaro), поскольку был открыт в Лазареву субботу. Со временем испанцы назвали остров Filipinas, а португальцы именовали его Лекиос[5];
- Панай (таг. Panay) — до 1212 года остров назывался Симсиман. Согласно одной из гипотез, на острове протекал ручей, откуда местное племя ати добывало соль, а дикие животные которые вылизывали соль из солёной воды. Название, произошедшее от корня «симсим», «симсимин» означает «лизать что-нибудь, чтобы поесть или выпить»;
- Негрос (таг. Negros) — аборигенное название острова Буглас, что на языке хилигайнон означает «отрезанный», поскольку остров был отделён от большей части суши во время последнего ледникового периода. Название Негрос ему дали испанские колонизаторы, встретив местное темнокожее население;
- Миндоро (таг. Mindoro (от исп. Mina de Oro — золотая шахта)) — название, вероятно, является искажением аборигенного названия «Миноло». Как отмечал Доминго Наваретте, «остров, который местные жители называют Миноло, испанцы называют Миндоро …»[6];
- Бохоль (таг. Bohol) — название произошло от bo-ol, названия дерева, которое растёт на острове. Аналогично науатлю, буква h в середине слова в английской транскрипции использовалась для обозначения гортанной смычки, распространенной фонемы в языках Филиппин. Первоначальное название сохранилось через название города Бул[англ.], пригороду Тагбиларана, где предположительно высадился Мигель Лопес де Легаспи[7];
- Себу (исп. Cebú, себ. Sugbo) — название происходит от древнего себуанского слова сибу или сибо («торговля»), сокращенной формы от  синибуайнг хингпит («место для торговли»). Первоначально оно применялось к гаваням города Сугбу, древнего названия города Себу[8].

Оронимия представлена названиями горных массивов — Центральная Кордильера (таг. Kabundukan ng Cordillera) и Сьерра-Мадре (таг. Sierra Madre) на острове Лусон, а также отдельных горных вершин. Названия горных массивов испанского происхождения: Сьерра-Мадре — исп. sierra «горный хребет», madré «мать», здесь «Божия матерь, Богородица»; Центральная Кордильера — от испанского Кордильера (cordillera) — «горный хребет». Название горы Апо происходит от титула, означающего «почитаемый старейшина» на языках племён манобо, живущих в окрестностях горы. Вулкан Леонард Князев был назван в 1952 году в честь геолога Леонарда Князева, участника белого движения, эмигрировавшего из России после гражданской войны и первого заведующего рудником Самико.
Этимология названий крупнейших городов:
- Кесон-Сити (таг. Lungsod ng Quezon, англ. Quezon City, исп. Ciudad Quezón) — назван в честь Мануэля Кесона, бывшего президента Содружества Филиппин, который основал город;
- Манила (таг. Maynila, Майнила[4], англ. и исп. Manila) — «место деревьев индиго»[3];
- Калоокан (таг. Caloocan) — название происходит от тагальского слова lo-ok, kalook-lookan (kaloob-looban), означающего «самая внутренняя территория»;
- Давао (исп. Dávao; себ. Dabaw; таг. Dabaw) — название произошло от смешения названий трех племён манобо, давшего названия одноимённым реке — Давао[англ.] и заливу. Аборигены племени обо, населяющие внутренние районы региона, называли реку Давах (с мягким окончанием гласных, хотя позднее произношение было с твердыми звуками v или b); племя клатта называло реку Дау, а племя тагабава — Дабо. Для Обо слово «давах» также означает «место за возвышенностями» (имелись в виду поселения в устье реки, окружённые высокими холмами)[13];
- Себу — см. выше;
- Замбоанга (таг. Lungsod ng Zamboanga) — название происходит от баджийского слова самбоанган, означающего «место швартовки», позднее испанцами было адаптировано в Замбоанга[14];
- Антиполо (таг. Lungsod ng Antipolo) — название в честь хлебного дерева (tipolo), произрастающего в окрестностях в изобилии;
- Пасиг (таг. Lungsod ng Pasig) — название, по-видимому, произошло от древнего санскритского слова «пасега», означающего «песок» (аналогично малайскому pasir), которое относится к месту обитания племенной общины у песчаных берегов реки[15];
- Тагиг (таг. Lungsod ng Taguig) — название от тагальского «mga taga-giik» («рисовая молотилка»), поскольку местное население молотило рис после сбора урожая. Испанский монах Фра Алонсо де Альварадо вместе с конкистадором Руи Лопесом де Вильялобосом открыли поселение в 1571 году, и обнаружили, что «taga-giik» трудно произносить, поэтому в испанском название постепенно элиминировало до нынешней формы «Тагиг»[16];
- Валенсуэла (таг. Lungsod Ng Valenzuela, англ. и исп. Valenzuela) — первоначальное название города — Поло (таг. pulô), что на тагальском означает «остров», несмотря на то, что эта область никогда не была островом. Город был переименован в 2008 году в честь Пио Валенсуэлы[англ.] — филиппинского врача и революционера[17].

## Топонимическая политика
Филиппины не имеют специального государственного органа, отвечающего за топонимическую политику.